# Ceromacra cebrensis
Ceromacra cebrensis là một loài bướm đêm trong họ Noctuidae.